# 2007 aux Fidji
Cet article trait des événements qui se sont produits durant l'année 2007 aux Fidji.

## Événements

### Janvier
- 4 janvier : le commodore Frank Bainimarama qui a mené un coup d'État militaire le 5 décembre remet le président déchu, Ratu Josefa Iloilo, en poste.
- 4 janvier : le président de la république des Fidji, Ratu Josefa Iloilo, nomme Frank Bainimarama en tant que Premier ministre des Fidji